# Schießen (Bergbau)

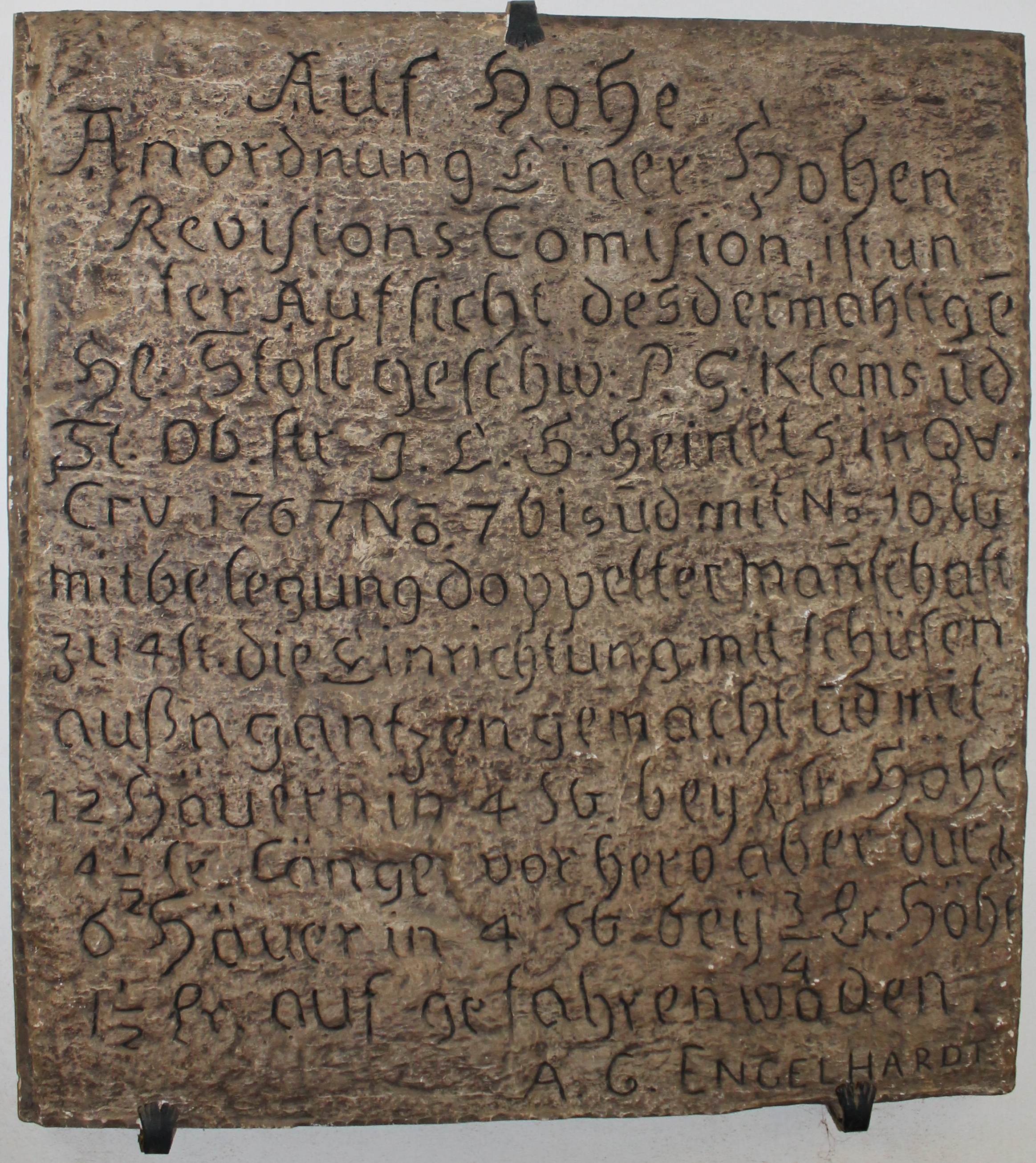
Dokumentation des bergmännischen Schießens aus dem Ganzen in Freiberg 1767

Schießen bezeichnet bergmännische Verfahren zum Ausbruch und Lösen von Fels beim Vortrieb von Stollen, Strecken und beim Abteufen von Schächten im Bergbau mit Hilfe von Sprengstoff. Zur Anwendung kommen hierbei, je nach Eigenschaften des Gesteins, unterschiedliche Sprengstoffe. Vom Begriff Schießen abgeleitet werden im Bergbau Sprengmeister als Schießmeister, ihre Gehilfen als Schießhauer bezeichnet.

## Geschichte

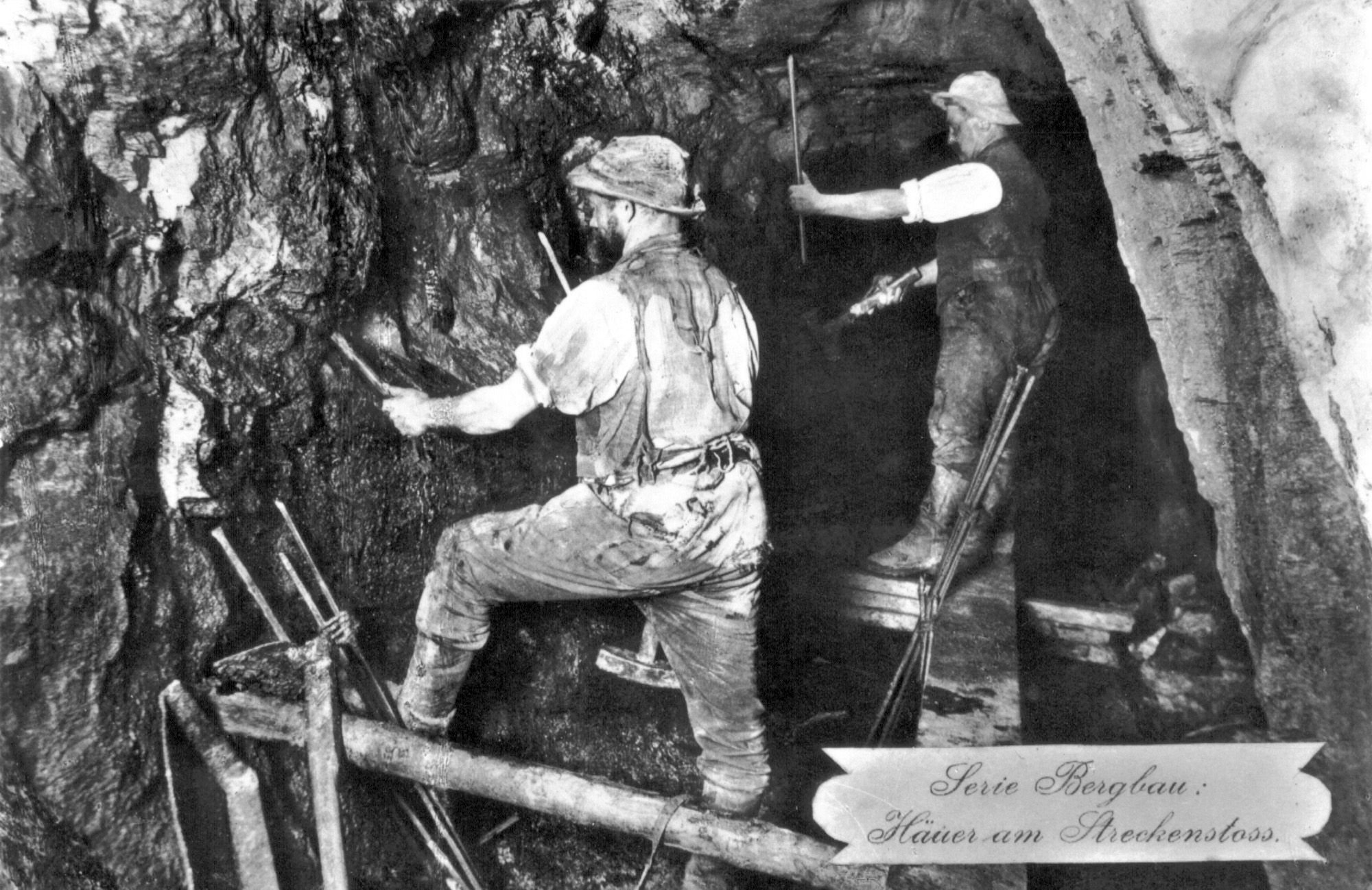
Zwei Häuer beim Bohren

Über das genaue Einführungsdatum der Schießarbeit herrscht unter den Bergbaugelehrten und Schriftstellern eine große Meinungsverschiedenheit. So sollen lt. Gurlt bereits in der Mitte des 15. Jahrhunderts am Rammelsberg erste Sprengversuche mit Schießpulver stattgefunden haben. Allerdings gibt es hierüber keinerlei offizielle Aufzeichnungen oder Urkunden. Zwar war das Schwarzpulver bereits Anfang des 13. Jahrhunderts bekannt, jedoch wurde es zunächst nur für Schusswaffen genutzt. Auch über den Erfinder des Schießpulvers gibt es unterschiedliche Ausführungen, die allesamt keine genaue Aussage über den Namen des Erfinders zulassen. Somit ist der Name des Erfinders wohl nicht eindeutig einer Person zuzuordnen. Die Angabe, dass Bohren und Schießen 1613 in Freiberg erfunden wurden, stammt von August Bayer, der sie in seinem Buch hinter die Ausbeutezahlen von 1613 schrieb. Diese Aussagen beziehen sich jedoch auf einen Freiberger Ausbeutebogen vom Quartal Trinitatis 1715. Durchgeführt und beantragt soll die Schießarbeit von Oberbergmeister Martin Weigel worden sein. Ein urkundlicher Beleg zu dieser Aussage fehlt bis heute. Einem Bericht des Generalvikars für den Bergbau der Republik Venedig zufolge soll im Jahr 1573 Giovanni Battista Martinengo in Gruben der Republik Venedig Sprengungen durchgeführt haben. Die bisher frühesten Belege für den erfolgreichen Einsatz der Schießtechnik stammen aus Le Thillot in den Vogesen für das Jahr 1617. 1627 sind Versuche im damals ungarischen Schemnitz bezeugt, die Sprengtechnik im Bergbau anzuwenden. Der Tiroler Bürger Kaspar Weindl zündete am 16. Februar des besagten Jahres, vor großem Publikum, den ersten offiziellen Sprengschuss. Ab dem Jahr 1632 wurde das Schießen im Clausthal eingeführt und seit dem Jahr 1643 auch in Sachsen. Das Schießen aus dem Ganzen wird das erste Mal in der am 2. Januar 1669 erschienenen Churköllnischen Bergordnung erwähnt. In Sachsen wird das Schießen aus dem Ganzen in der Stollnordnung des Kurfürsten Friedrich August II. aus dem Jahr 1749 vorgeschrieben.

## Grundlagen
Über einen langen Zeitraum wurden die Erze oder Mineralien im Bergbau in mechanischer Handarbeit gewonnen. Mit Schlägel und Eisen wurde unter Aufwendung von Muskelarbeit das Gestein mühsam aus dem Felsen gelöst. Um härtere Gesteine aus dem Verband zu lösen, wandte man zur Unterstützung das Feuersetzen an. Später begann sich die Methode der Gewinnung durch Sprengen allmählich durchzusetzen. In den Anfangsjahren haben die Bergleute das Schießpulver in natürliche Spalten im Gestein gefüllt und dann gezündet. Erst später ging man dazu über, Löcher in den Fels zu bohren. Diese Löcher bezeichneten die Bergleute als Schießlöcher. Das bergmännische Schießen wird in die beiden Tätigkeiten „Herstellung der Bohrlöcher“ anschließend „Besetzen und Wegthun der Bohrlöcher“ unterteilt. In den ersten Jahrhunderten nach der Einführung der Sprengarbeit im Bergbau verwendete man als Sprengstoff Schwarzpulver. Das „Hereingewinnen“ des Gesteins unter Zuhilfenahme von Pulver nannte man Schießen. Die einzelnen Bohrlöcher bezeichnete man auch als „Schüsse“ und sprach davon, „die Schüsse abzutun“. Um die einzelnen Schüsse besorgen zu können, erhielt der Steiger vorher eine bestimmte Summe Geld, das als Schießgeld bezeichnet wurde.

## Die Bohrarbeit

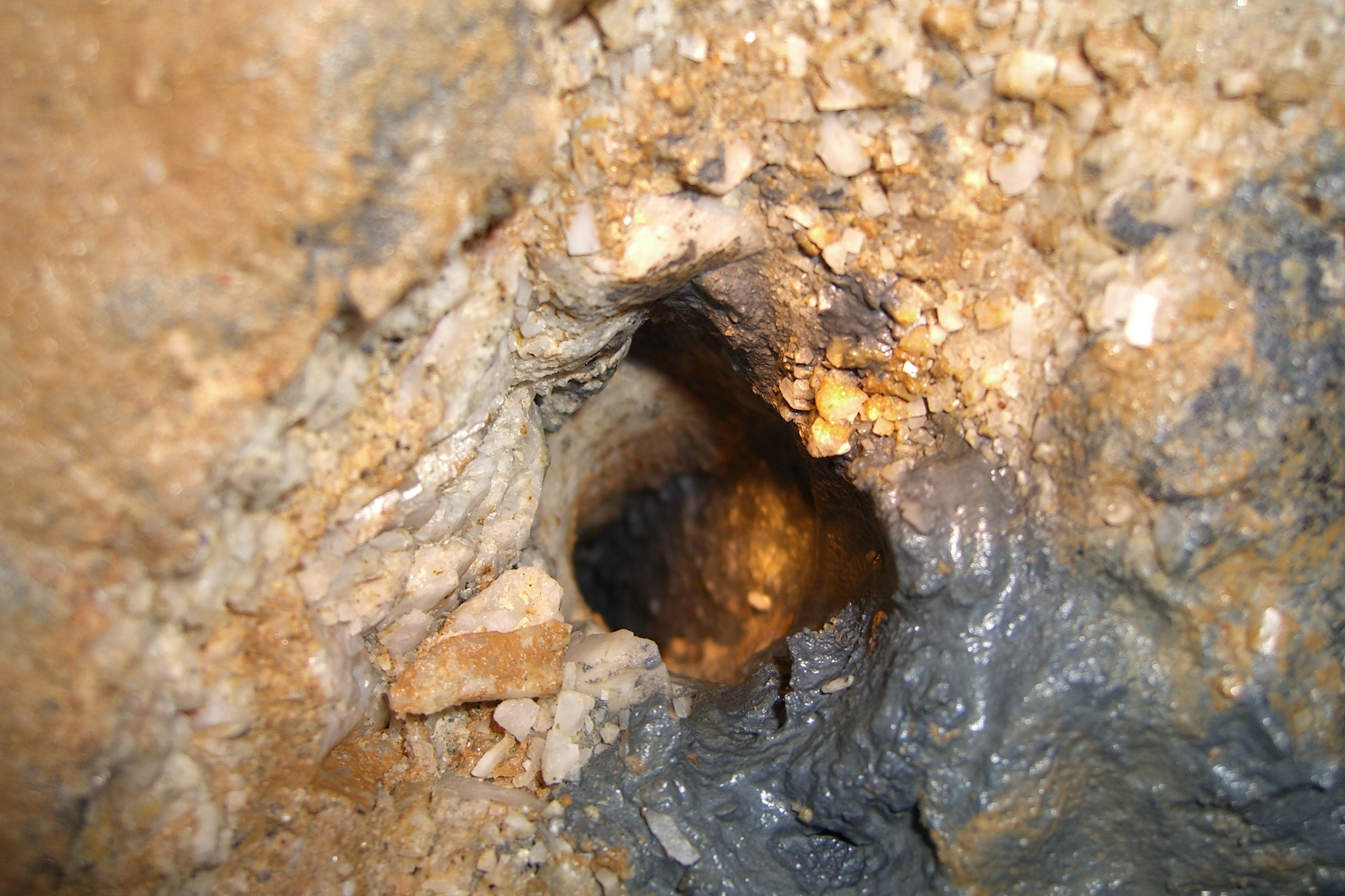
Manuell hergestellte Bohrpfeife, Bergwerk Suggental, ca. 1785

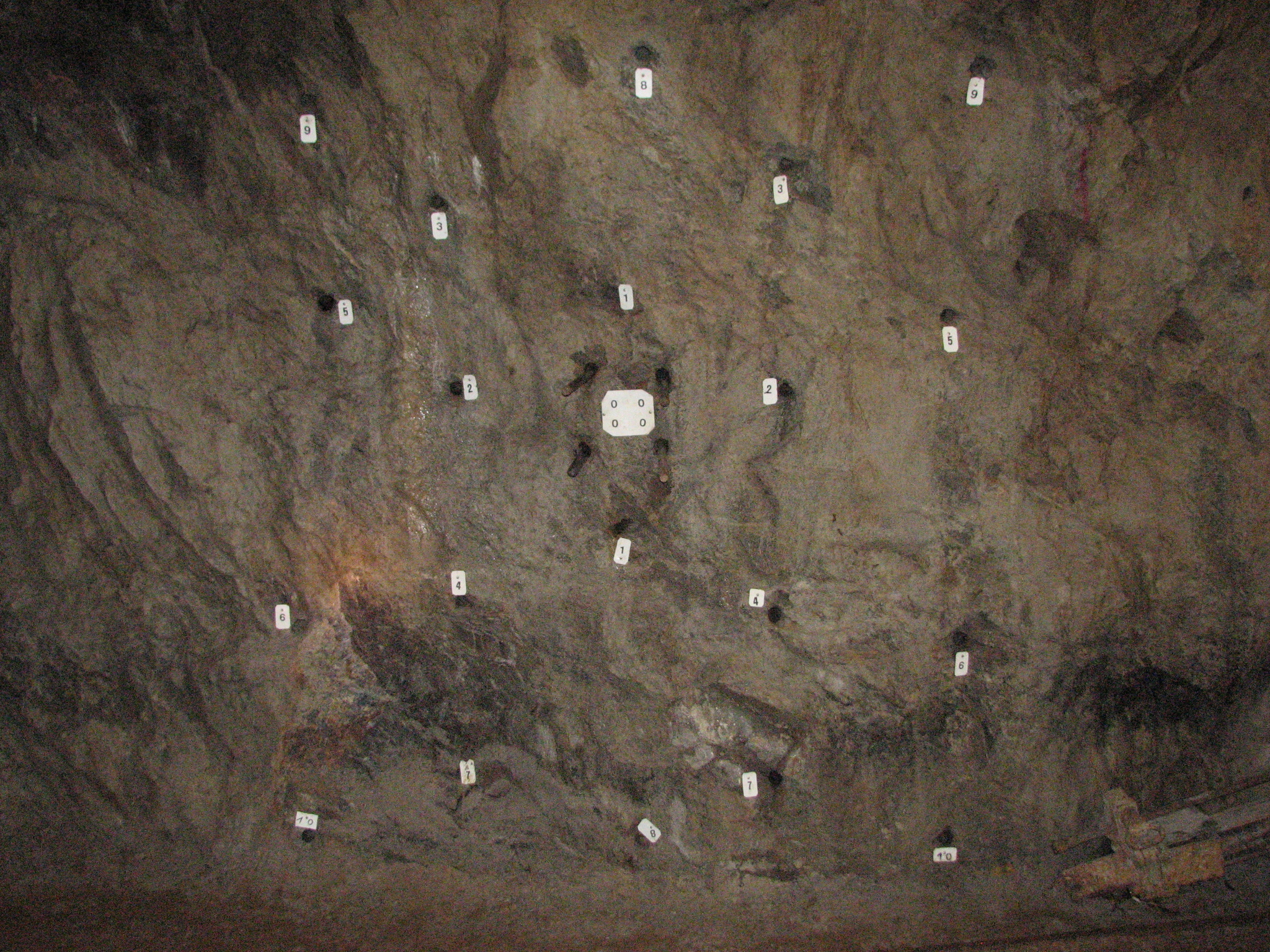
Modernes Schussschema (Zahlen geben die Reihenfolge der Zündung an)

Zunächst werden Bohrlöcher in die Ortsbrust getrieben. Die Bohrlöcher wurden in den ersten Jahrhunderten manuell hergestellt, indem der Hauer mit dem Schlägel auf das Ende des Stabeisens schlug, diese dann 'umsetzte' (um ein Drittel drehte, damit die Meißelschneide an einer anderen Stelle im Bohrlochtiefsten aufsetzte) und dann den nächsten Schlag führte. Anschließend wurde das Bohrmehl mittels eines Bohrkrätzers aus dem Bohrloch entfernt. Jedes dieser Löcher musste zum Schießen eine vorgeschriebene Tiefe haben. Aufgrund dieses aufwändigen Verfahrens wurden in den ersten Jahren nur wenige Bohrlöcher erstellt. In der Regel wurden die Bohrlöcher von zwei Bohrhauern erstellt, die zwei Bohrlöcher pro Schicht schaffen mussten. Es kam aber auch vor, dass ein einzelner Hauer für die Erstellung eines einzigen Bohrloches von einem Meter Länge, je nach Härte des Gesteins, mehrere Tage benötigte und dafür erhielt er gerade einmal einen Lohn von 16 Groschen und 4 Pfennigen. Aufgrund des großen Zeitaufwandes für das manuelle Bohren war diese Tätigkeit am Anfang sehr teuer, zudem wurden viel zu große Bohrlöcher erstellt. Beim modernen Bergbau werden die Bohrlöcher durch manuelle Bohrhämmer oder automatisierte Bohrwagen im Rahmen des mechanischen Vortriebs hergestellt. Um ein optimales Schießergebnis zu erzielen, werden die Bohrlöcher nach einem zuvor berechneten Bohrschema erstellt. Dabei gilt es, an einer Stelle in der Ortsbrust eine Schwächung des Gebirges mittels Einbruch zu erzielen. Der Durchmesser und die Länge der Bohrlöcher wurde im Laufe der Jahre an die Bedingungen vor Ort angepasst. In den Anfangsjahren der Bohrarbeit wurden die Bohrlöcher je nach Bergrevier mit einer Länge von etwa 70 Zentimetern bis zu einem Meter hergestellt, der Bohrlochdurchmesser lag bei rund 64 Millimetern. Im modernen Bergbau werden die Bohrlöcher bei der Streckenauffahrung mit einer Länge zwischen zwei und drei Metern hergestellt (im Salzbergbau bei Strossenbau haben die Bohrlöcher sogar bis zehn Meter Länge). Welcher Bohrlochdurchmesser erstellt wird, hängt von der Gewinnbarkeit des Gesteins und somit vom benötigten Sprengstoff ab. Der Bohrlochdurchmesser wird an den Durchmesser der verwendeten Sprengstoffpatronen angepasst und beträgt je nach verwendeter Patrone zwischen 25 und 55 Millimeter.

## Die Sprengarbeit
Die erstellten Bohrlöcher werden mit Sprengstoffen geladen, verdämmt und anschließend gezündet. Um gute Schießergebnisse zu erbringen, wurden an das verwendete Pulver bestimmte Anforderungen gestellt. So durfte das Pulver eine nicht zu grobe Körnung haben und musste gleichförmig rund oder stumpfeckig sein. Zudem durfte es nicht nass sein und musste schnell und gleichförmig abbrennen. Aufbewahrt wurden das Pulver und das weitere zum Schießen benötigte Material vor Ort in einer hölzernen Kiste, dem Schießkasten, auch Schießkorb genannt. Zum Verdämmen der Bohrlöcher eignen sich Materialien wie Letten oder Sand. Häufig verwendete man auch einen entsprechend geformten Holzstock, den Schießpflock, auch Schießpropf genannt, den man fest in das geladenen Bohrloch einschlug, um es zu verdämmen. Das richtige Verdämmen der Bohrlöcher ist von großer Wichtigkeit, da eine nicht richtig bzw. nicht genügend verdämmte Ladung, wenn sie gezündet wird, nur den Besatz herausschleudert und nicht das Gestein zerstört. Der Bergmann sagt dazu, der Schuss hat ausgepfiffen oder ausgeblasen. Die verbliebenen, mit Schmauchspuren versehenen Bohrlöcher nennt man Pfeife oder Fuchs. Das Zünden erfolgte bei der damaligen Verwendung von Schwarzpulver über Lunten. Wenn der Schießer die Lunte angezündet hatte, rief er laut die Worte „es brennt“. Dann wusste jeder Bergmann, dass in Kürze eine Sprengung erfolgen würde und entfernte sich rasch vom Sprengort. In der Regel begab sich dann der Bergmann zu einem durch Zimmerung hergestellten Fliehort, das er als Schießwand oder Schießkammer bezeichnet.  Der Warnruf wird auch heute noch im Bergbau vor dem Zünden der Ladung verwendet.
Bis in die erste Hälfte des 19. Jahrhunderts blieb das Schwarzpulver das alleinige Sprengmittel im Bergbau. Zu Beginn des 19. Jahrhunderts wurde die elektrische Zündung und im Jahr 1831 wurde die Sicherheitszündschnur erfunden. Erst in der zweiten Hälfte des 19. Jahrhunderts wurden neue Sprengstoffe wie das Dynamit erfunden und im Bergbau verwendet. Anfang des 20. Jahrhunderts erlangten die Chloratsprengstoffe, insbesondere im Kali- und Salzbergbau, eine wesentliche Bedeutung. Durch die Erfindung der neuen Sprengstoffe wurde das Schwarzpulver für die Sprengtechnik im Bergbau unbedeutend und es wurde durch brisante Sprengstoffe ersetzt. Insbesondere im Steinkohlenbergbau kommen spezielle Wettersprengstoffe zum Einsatz, um Schlagwetterexplosionen zu vermeiden. Im Kali- und Salzbergbau wurden in den 1960er Jahren ANC-Sprengstoffe eingeführt. Die Zündung der modernen Sprengstoffe wird elektrisch durchgeführt. Hierfür werden die Zünder der jeweiligen Ladungen miteinander in Reihe oder parallel verschaltet. Außerdem gibt es gemischte Reihen-/Parallelschaltung, wie die Drei-Antennen-Schaltung, und die gruppenweise Parallelschaltung. Die so zusammengeschalteten Zünder bezeichnet der Bergmann als Zünderkette. Nach der Verschaltung werden die Zünder, nachdem die Verbindungen mittels Widerstandsmessgerät und visuell kontrolliert wurden, mittels Strom aus einer Zündmaschine gezündet. Die Sprengstoffe, Zündmittel und Zündmaschinen werden entweder über Tage oder unter Tage in speziell dafür eingerichteten Sprengstofflagern deponiert. Kleinere Mengen Sprengstoffe und Zündmittel, die für die tägliche Schießarbeit benötigt werden, führen die Schießberechtigten in einer tragbaren Kiste mit sich. Diese Kiste wird als Schießkasten oder Schießkorb bezeichnet. Nicht verbrauchte Sprengstoffe und Zünder müssen am Schichtende wieder im Sprengstofflager verschlossen werden.

## Gefahren
Die Schießarbeit ist, insbesondere im Steinkohlenbergbau, mit großen Gefahren verbunden. Da es sich bei den bei der Schießarbeit verwendeten Stoffen um Stoffe handelt, in denen große Energiemengen gespeichert sind, muss mit diesen Stoffen sehr sorgsam umgegangen werden. Durch unzweckmäßige Ausführung der Schießarbeit oder Unachtsamkeit, Fahrlässigkeit, vorsätzliche oder verbrecherische Absicht beim Umgang mit diesen Stoffen kann es zu großen Unfällen kommen. Insbesondere im Steinkohlenbergbau sind zwei Gefahrenquellen bei der Schießarbeit zu beachten, die Ausgasung von Methan und das Auftreten von flugfähigem Kohlenstaub. Selbst sehr geringe Mengen von weniger als einem Gramm Schwarzpulver oder wenige Gramm Dynamit können offen gezündet eine Schlagwetterexplosion auslösen. Aufwirbelungen von Kohlenstaub werden mit einer offen gezündeten Ladung von 40–80 Gramm Schwarzpulver zur Explosion gebracht. Neben diesen Gefahren, die unmittelbar durch die Zündung des Sprengstoffes hervorgerufen werden können, gibt es auch Gefahren für Personen, die durch giftige Sprengschwaden hervorgerufen werden können. Es gibt auch Sprengstoffe, die bei unsachgemäßer Lagerung zur Selbstentzündung neigen.

## Regelwerke und Gesetze
Schießarbeiten im Bergbau unter Tage dürfen nur von schießberechtigten Personen wie z. B. dem Schießmeister durchgeführt werden. Außerdem müssen für die Durchführung der Schießarbeit eine Vielzahl von Gesetzen, Verordnungen und Regelwerken beachtet werden. Hierbei sind zu beachten das Gesetz über explosionsartige Stoffe (Sprengstoffgesetz) incl. seiner Änderungen, die Erste bis Dritte Verordnung zum Sprengstoffgesetz und die Allgemeinen Verwaltungsvorschriften zum Sprengstoffgesetz (SprengVwV). Des Weiteren müssen die Richtlinien des jeweils zuständigen Oberbergamtes für den Umgang mit Sprengmitteln im Bergaufsichtsbereich beachtet werden. Außerdem sind zu beachten die DGUV-Regelwerke für Sprengarbeiten DGUV 113-016 sowie die Regelwerke für persönliche Schutzausrüstungen.